# Гоєрсверда
Гоєрсверда (нім. Hoyerswerda) або Воєреци (в.-луж. Wojerecy) — місто у Німеччині, колишнє місто земельного підпорядкування, розташоване у землі Саксонія. Підпорядкований адміністративному округу Дрезден. Входить до складу району Батцен. 
Площа — 95,06 км2. Населення становить 31 790 ос. (станом на 31 грудня 2020).
Офіційною мовою в населеному пункті, крім німецької, є лужицька.

## Географії

### Адміністративний поділ
Місто  складається з 5 районів:
- Бретен-Міхалькен
- Дергенгаузен
- Кнаппенроде
- Шварцкольм
- Цайсіг

## Галерея

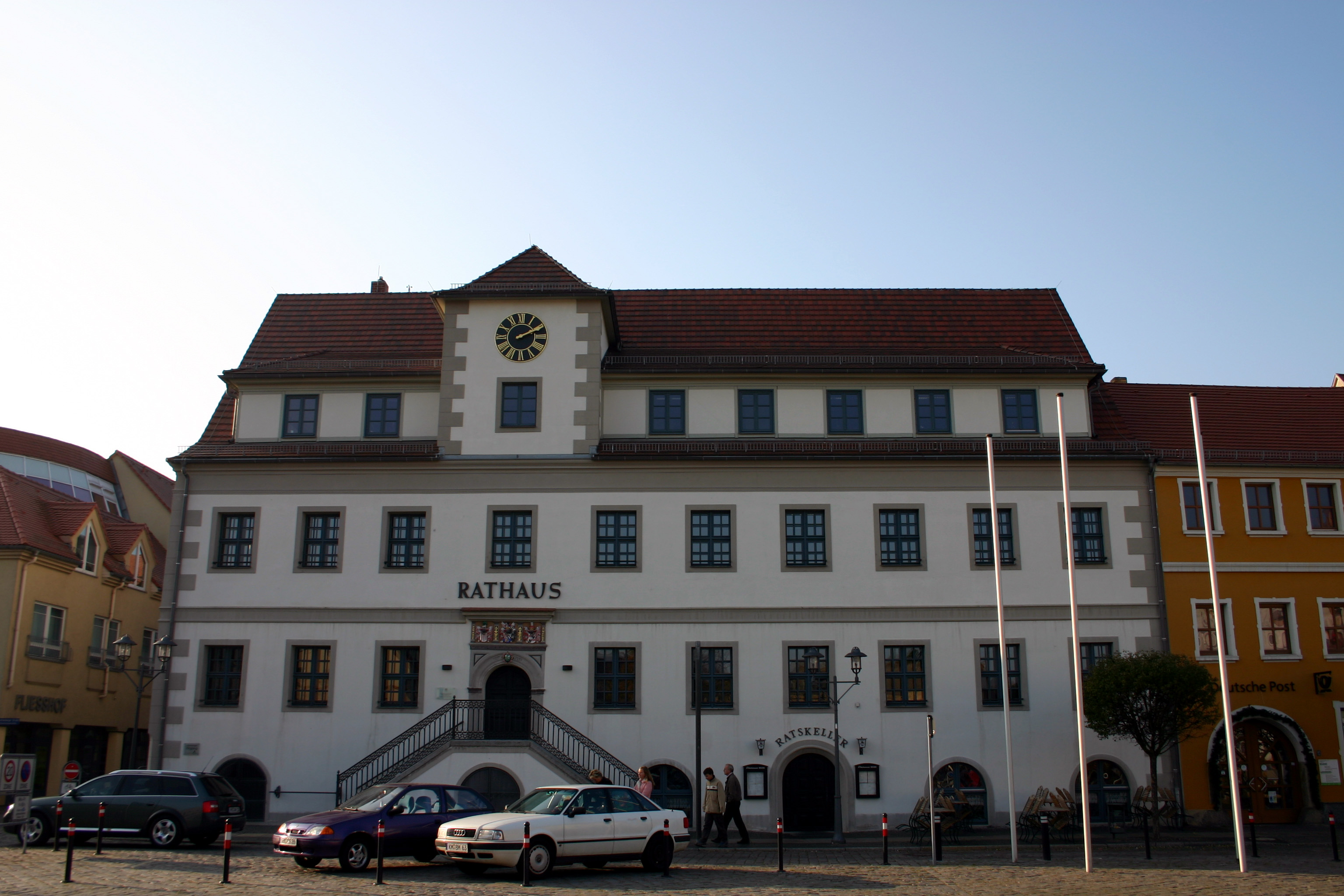
Стара ратуша
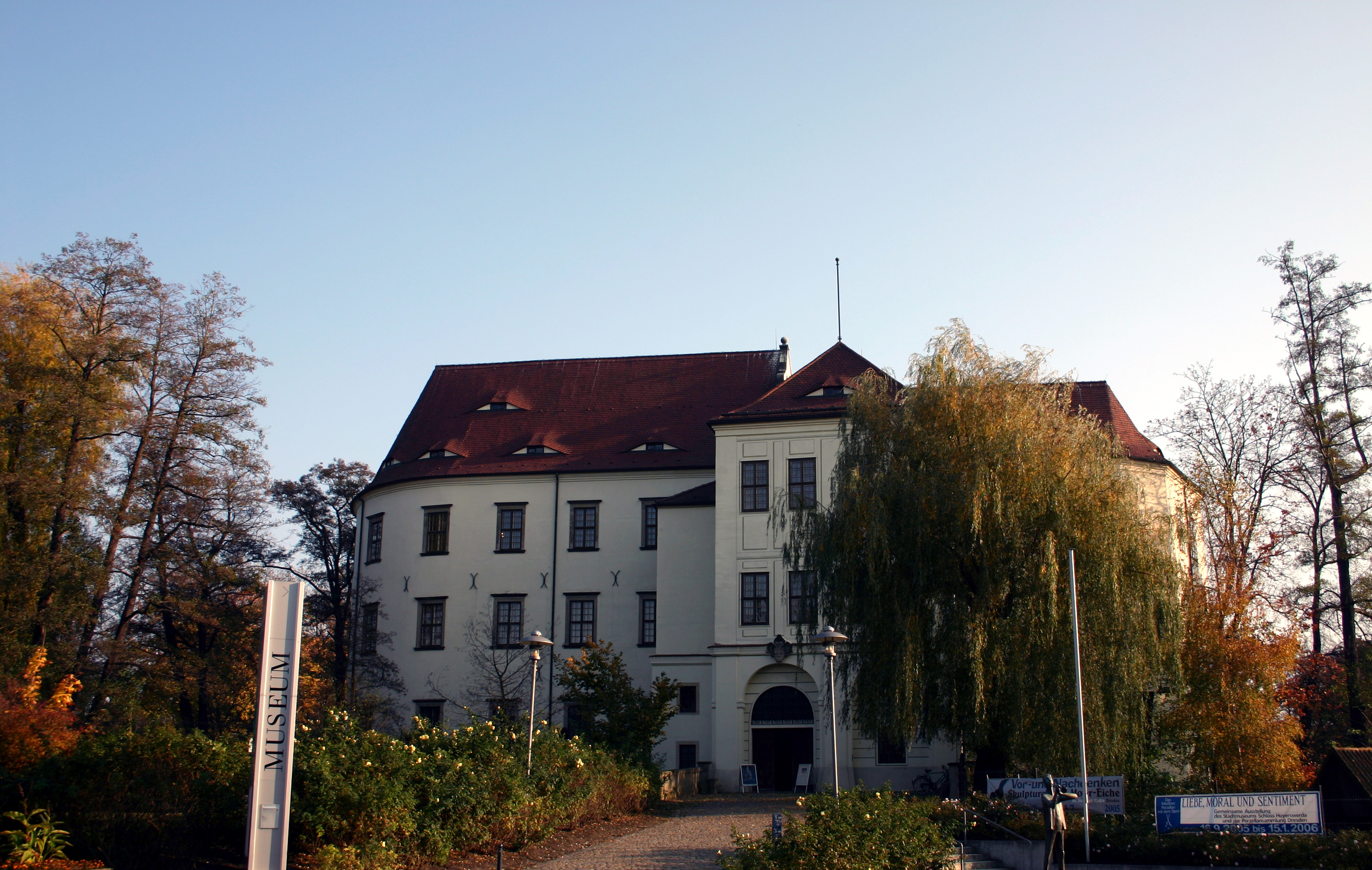
Замок
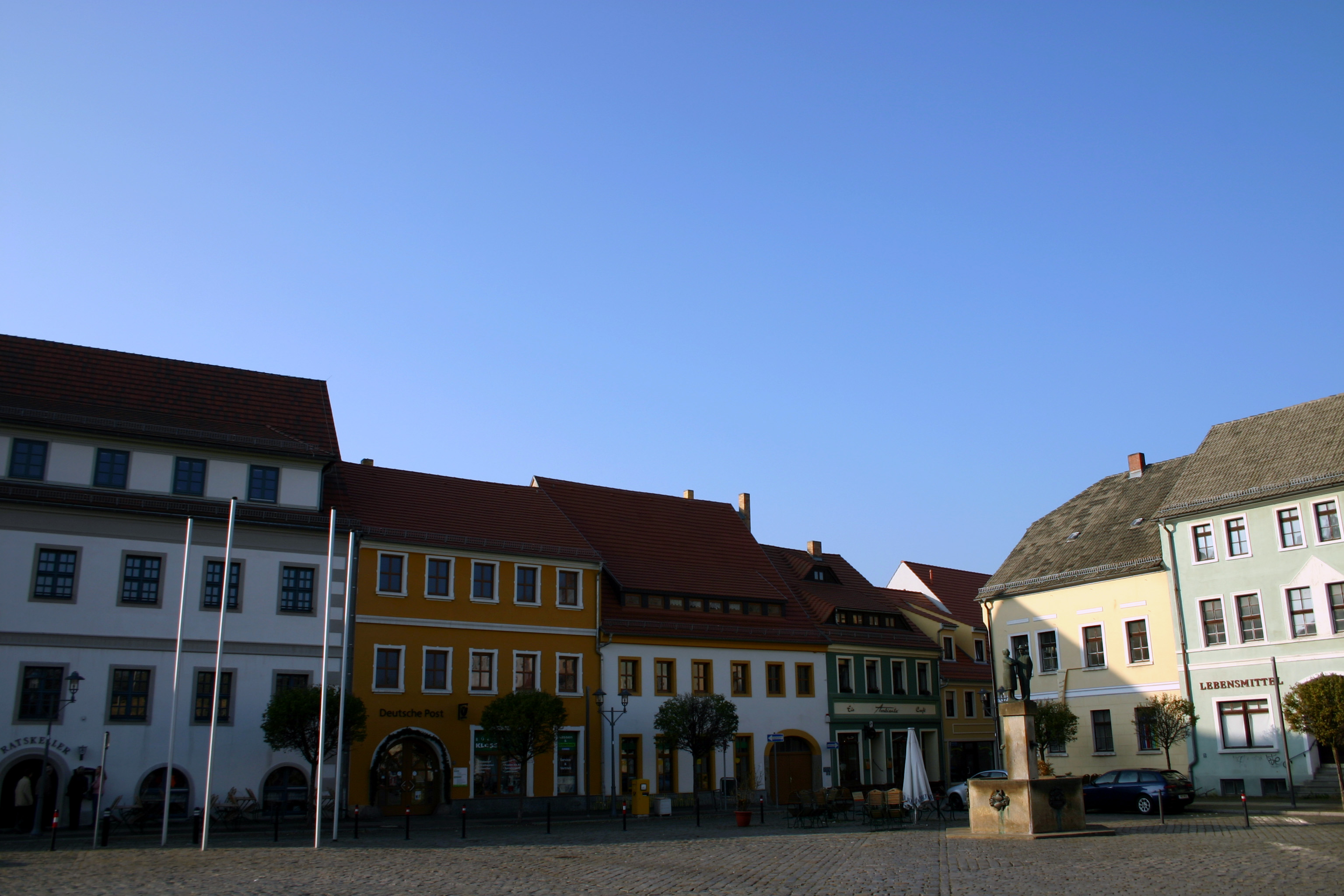
Ринкова площа
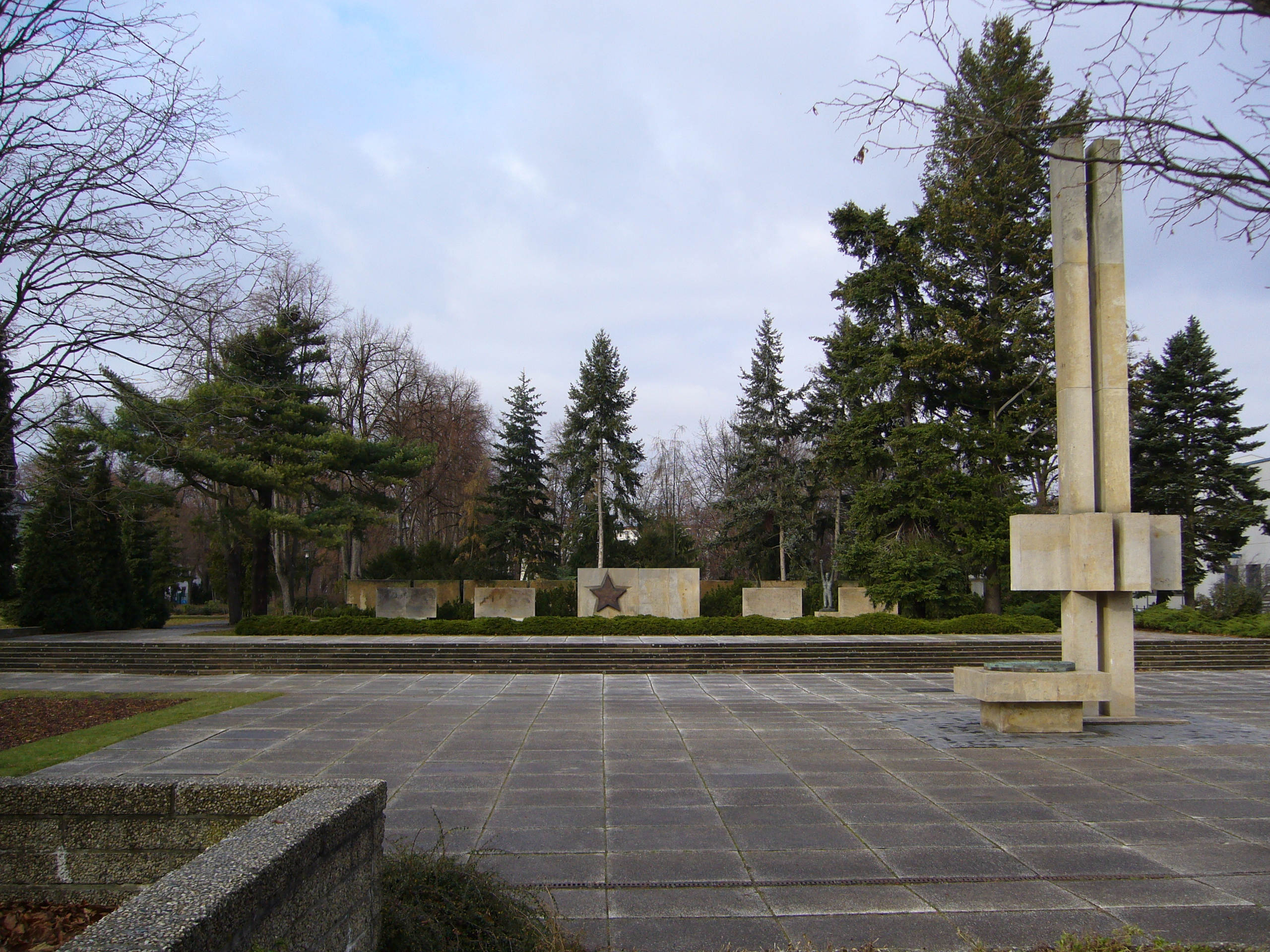
Меморіал радянським солдатам у Новому місті (2007)